# Carla Antonelli
Carla Delgado Gómez (n. 13 iulie 1959, Güímar⁠(d), Provincia Santa Cruz de Tenerife, Spania), cunoscută sub numele de scenă Carla Antonelli, este o actriță spaniolă.

## Activitatea în film și televiziune
- Hijos de papá (dir. Rafael Gil, 1980)
- Corridas de alegría (dir. Gonzalo García Pelayo, 1980)
- Pepe no me des tormento (dir. José María Gutiérrez, 1980)
- Las guapas y locas chicas de Ibiza (dir. Siggi Ghotz, 1981)
- Adolescencia (dir. Germán Llorente, 1982)
- Extraños (dir. Imanol Uribe, 1999)
- Tío Willy (TVE, 1999)
- Periodistas (Telecinco, 2000)
- Policías (Antena 3, 2001)
- El comisario (Telecinco, 1999 and 2002)
- El Síndrome de Ulises (Antena 3, 2007)
- El vuelo del tren (dir. Paco Torres, 2009)